# Santuario di Suwa (Sohonsha)

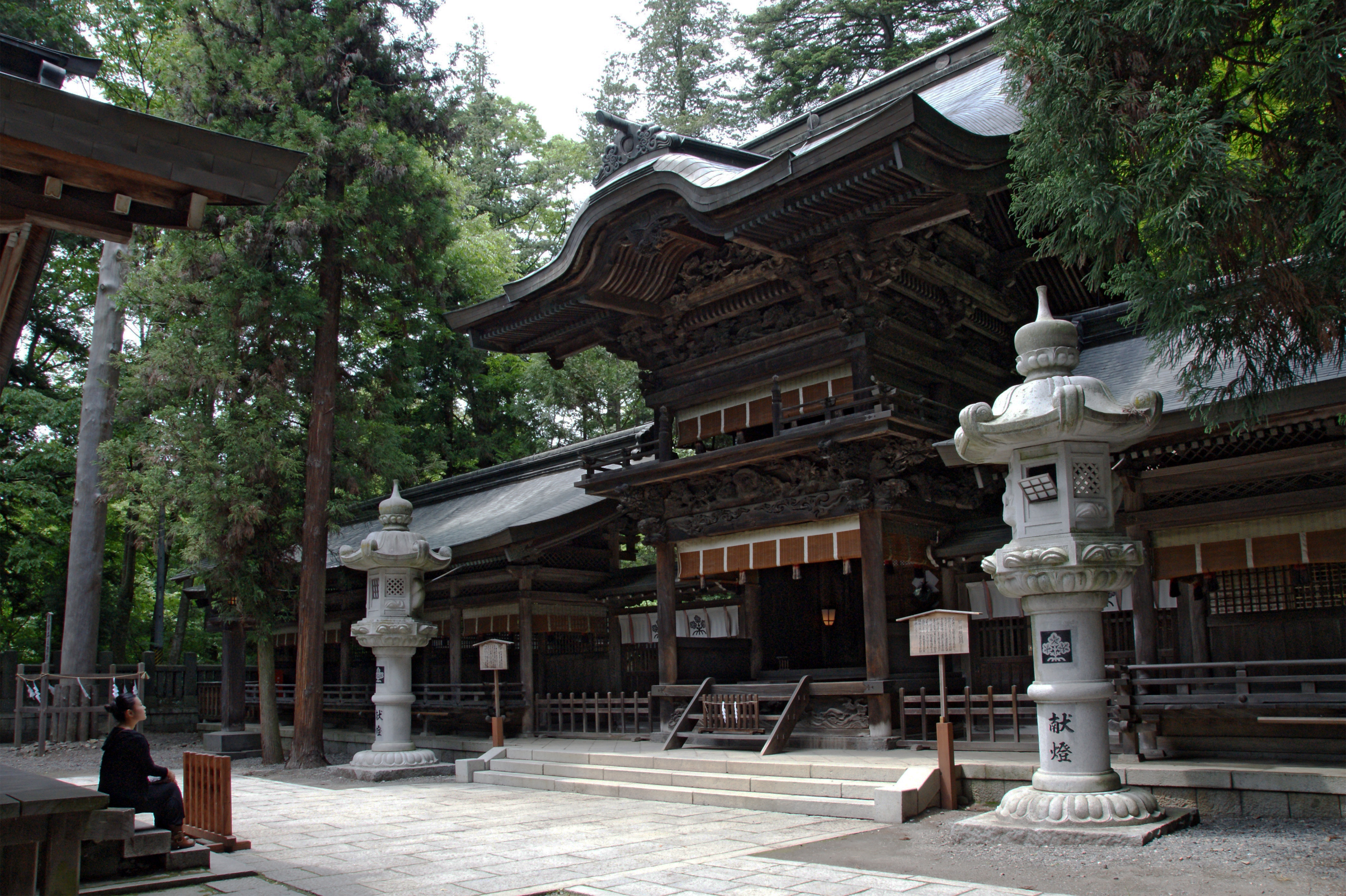
Harumiya heihaiden

Il grande Santuario di Suwa (諏訪大社?, Suwa Taisha) è uno dei più antichi santuari shintoisti del Giappone. È menzionato nell'antico testo Kojiki, risalente all'VIII secolo. È composto da quattro santuari separati, divisi in due gruppi: con il termine Kamisha 上社 (santuario superiore) ci si riferisce ai due santuari che si trovano vicino alle colline, che sono il Maemiya 前宮 (vecchio santuario) e lo Honmiya 本宮 (santuario principale); con Shimosha 下社 (santuario inferiore), invece, ci si riferisce allo Harumiya 春宮 (santuario della primavera) e all'Akimiya 秋宮 (santuario dell'autunno).
I complessi del santuario sono collocati a Suwa e Shimosuwa, nei pressi del lago Suwa nella prefettura di Nagano, in Giappone. Il santuario organizza il famoso festival Onbashira, che si tiene ogni sei anni.

## Storia
Come molti degli antichi jinja giapponesi, Suwa Taisha non ha un honden, il tempietto che ospita lo spirito del kami protettore del santuario. I maggiori oggetti di venerazione, detti shintai, del Suwa Taisha sono la montagna sul quale è stato costruito il Kamisha e l'albero divino (神木?, shinboku) del Shimosha.
Fu nominato tempio shintoista principale (ichinomiya), dell'antica Provincia di Shinano.
 Dal 1871 al 1946, Suwa fu designato ufficialmente un Kanpei-taisha (官幣大社?), ovvero un santuario di rango imperiale, il più alto secondo il sistema di classificazione dei santuari giapponesi caduto in disuso dopo l'occupazione americana del dopoguerra.